# Ocelum (Gallia cisalpina)
Ocelum (altgriechisch Ὤκελον) war der Name einer antiken Stadt im heutigen Norditalien. Sie galt als westlichster Ort der Gallia cisalpina, dem von Kelten bewohnten Gebiet in Norditalien. Unweit des Orts versuchten im Jahr 58 v. Chr. die regional ansässigen Stämme der Caturiger Ceutronen und Graioceli den Durchmarsch von Caesar mit 5 Legionen nach Gallien aufzuhalten (C. Iulius Caesar: De bello Gallico, Buch I, Kap. 10). Die genaue Lage des Orts ist nicht bekannt. 